# Hans Rouc
Hans Rouc, gebürtig Johann Rouc, auch Henryk Rouc, (* 14. August 1893 in Wien; † 26. Januar 1963 ebenda) war ein österreichischer Architekt und Filmarchitekt.

## Leben und Wirken
Johann ‘Hans‘ Rouc hatte die Graphische Lehr- und Versuchsanstalt seiner Heimatstadt Wien besucht und anschließend als Bühnenbildner sowie als Maler in den Ateliers von Hans Kautzky und Franz Angelo Rottonara gearbeitet. Von 1914 bis 1916 war Rouc zum Kriegsdienst eingezogen.
Nach seiner Entlassung ging er 1917 zum Film und wurde von Sascha Kolowrat-Krakowsky zunächst als künstlerischer Mitarbeiter bzw. Architektenassistent eingestellt. In diesen Funktionen war er auch 1919/20 auch an den Sascha-Produktionen „Die Dame mit dem schwarzen Handschuh“ und „Prinz und Bettelknabe“ der Regisseure Alexander Korda und Michael Kertesz beteiligt.
Praktische Erfahrungen sammelte Rouc, seit 1921 namentlich genannt, vor allem an der Seite der Filmarchitekten Julius von Borsody und Artur Berger. Ab 1922 kollaborierte er die kommenden Jahre häufig mit dem ungarischstämmigen Kollegen Stefan Wessely. Im selben Jahr arbeiteten Rouc und Wessely ihrem Lehrmeister Borsody bei der Herstellung der überaus aufwändigen Filmbauten zu dem Monumentalfilm Sodom und Gomorrha zu. Mitte desselben Jahrzehnts war Rouc an den Bauten zweier weiterer bedeutender österreichischer Stummfilme, Orlac’s Hände und Der Rosenkavalier, beteiligt.
1928/29 ging er nach Polen, wo er als Henryk Rouc für mehrere Filmproduktionen die Bauten entwarf. Nach seiner Heimkehr nach Wien -- inzwischen war die Tonfilmära angebrochen -- zog sich Hans Rouc von der Filmarchitektur zurück und arbeitete wieder als Architekt.
Erst nach dem Zweiten Weltkrieg kehrte Rouc vorübergehend zum Film zurück und kooperierte bei der Herstellung von Filmdekorationen erneut mit seinem Kollegen und Lehrmeister Borsody. Für seine beruflichen Leistungen hat Rouc in späteren Jahren den Professoren-Titel verliehen bekommen. Rouc starb im 70. Lebensjahr und wurde am 31. Januar 1963 in Wien beerdigt.

## Filmografie (Auswahl)
- 1921: Lucifer
- 1921:  Der tote Hochzeitsgast
- 1922: Sodom und Gomorrha
- 1922: Kinder der Revolution
- 1924: Der Fluch
- 1924: Wenn du noch eine Mutter hast
- 1924: Die Rache der Pharaonen
- 1924: Orlac’s Hände
- 1925: Frauen aus der Wiener Vorstadt
- 1925: Der Rosenkavalier (auch Kostüme)
- 1926: Küssen ist keine Sünd’
- 1926: Der Meineidbauer
- 1926: Der Pfarrer von Kirchfeld
- 1927: Infanterist Wamperls dreijähriges Pech
- 1927: Das Recht zu leben
- 1927: Die Ehe einer Nacht. Die Laune einer mondänen Frau
- 1928: Huragan
- 1928: Przedwiosnie
- 1928: Tajemnica skrzynki pocztowej
- 1929: Czlowiek o blekitnej duszy
- 1929: Mocny czlowiek
- 1950: Frühling auf dem Eis
- 1951: Das Herz einer Frau
- 1953: Hab’ ich nur Deine Liebe
- 1954: Kaisermanöver